# Swarzewo
Swarzewo (deutsch Schwarzau,  früher Schwarsau, kaschubisch Swôrzéwò)  ist ein Dorf in der Landgemeinde Puck (Putzig) im Powiat Pucki  (Putziger Distrikt) der polnischen Woiwodschaft Pommern.

## Geographische Lage
Das Kirchdorf liegt in der historischen Landschaft Westpreußen, westlich der Danziger Bucht, am Nordufer der Putziger Wiek, etwa sieben Kilometer nördlich von  Putzig (Puck)  und 47 Kilometer nördlich von Danzig.

## Geschichte

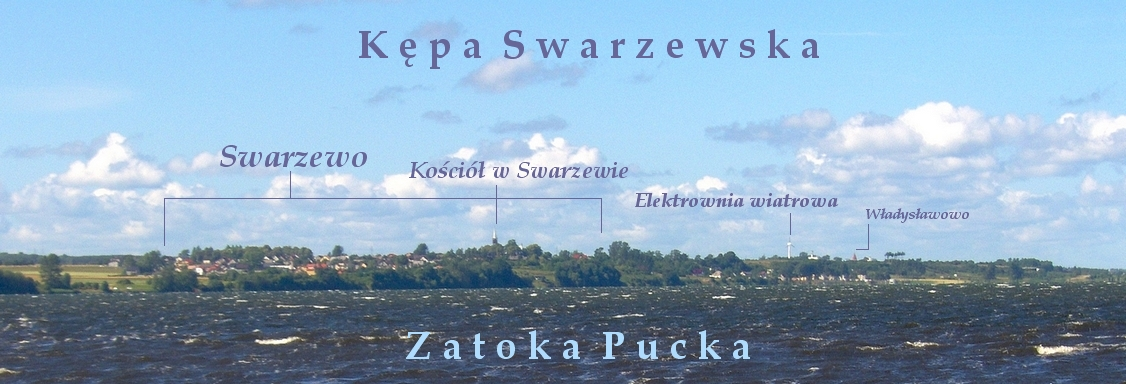
Blick vom Putziger Wiek

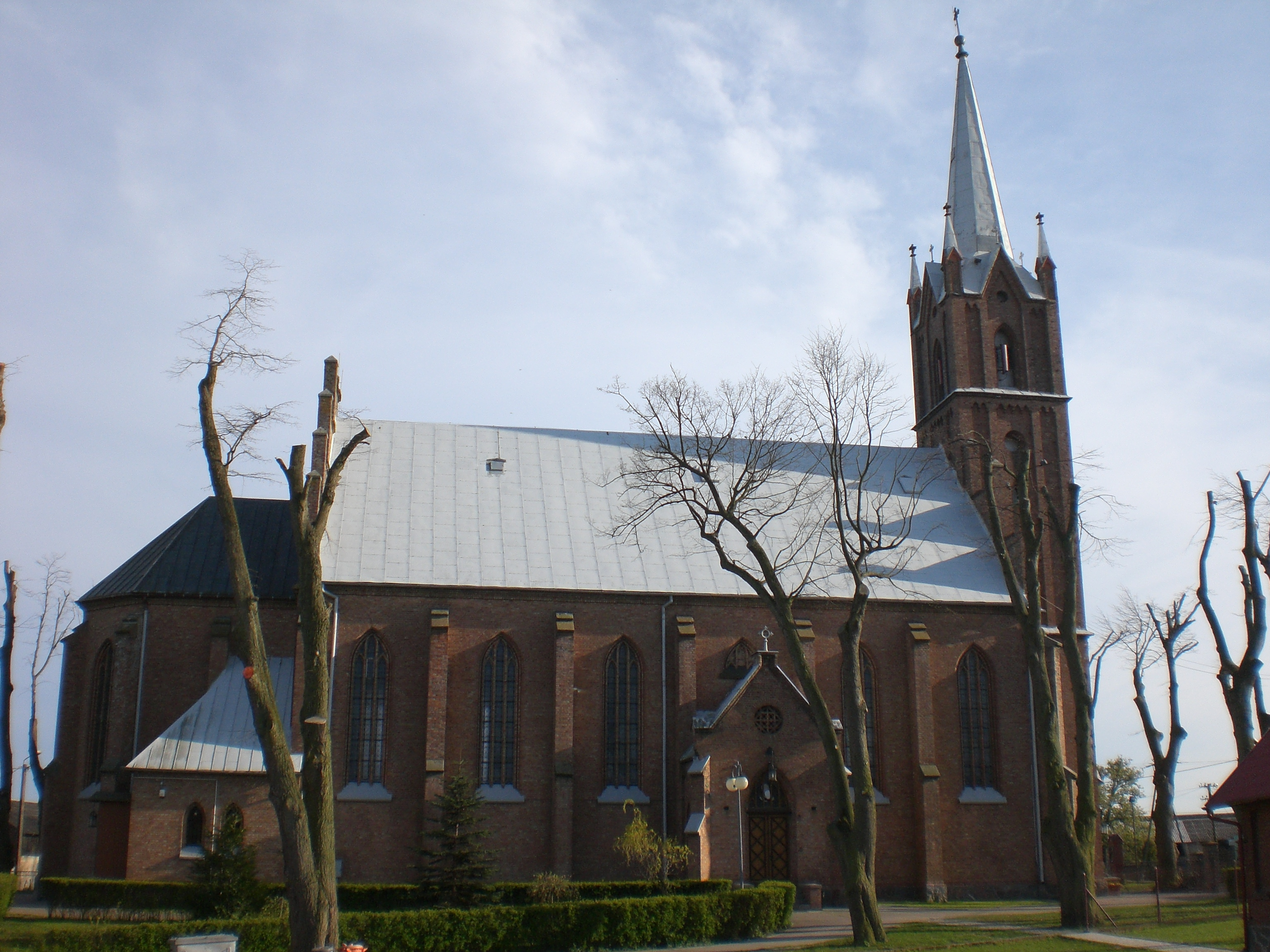
Dorfkirche

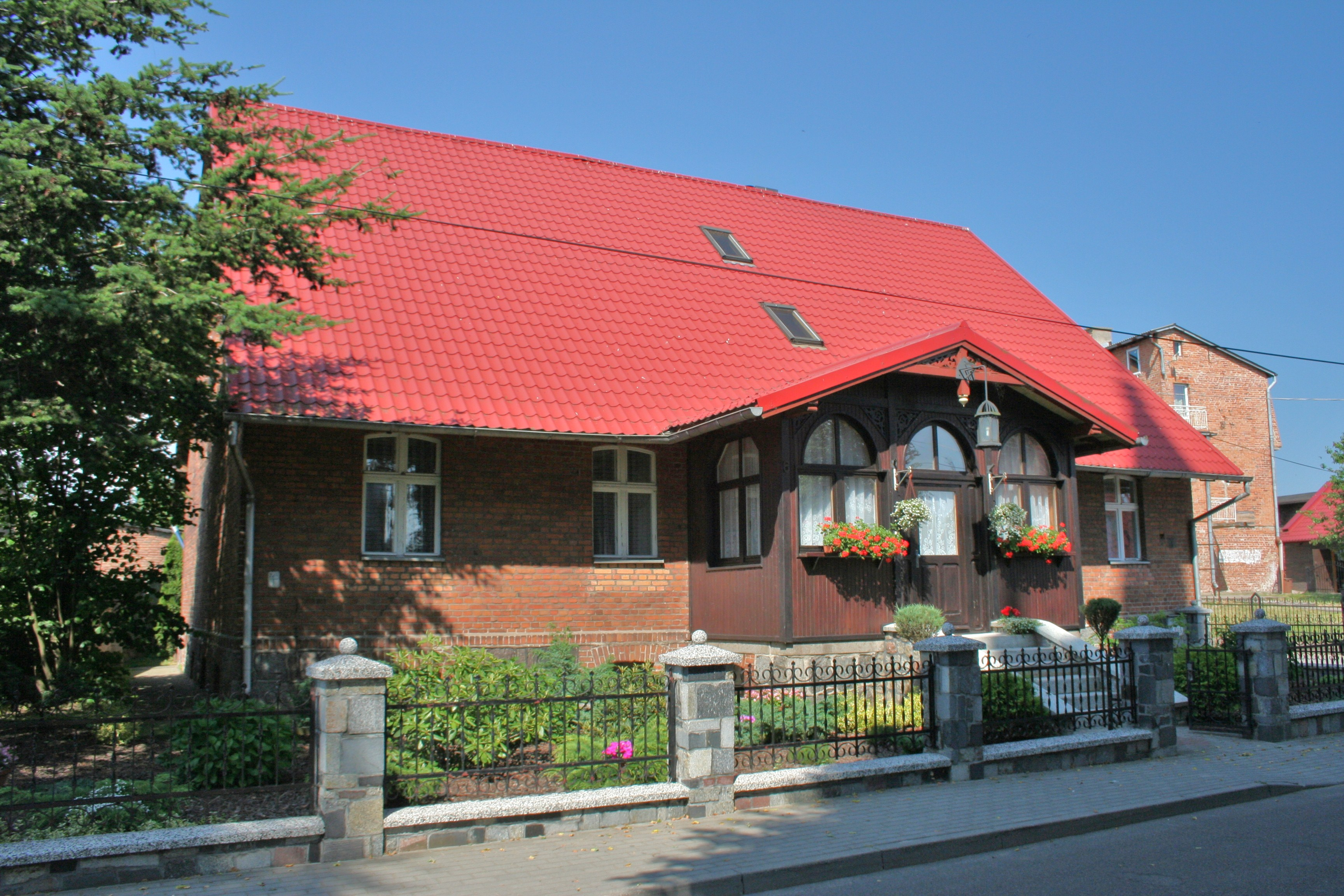
Altes Wohngebäude an einer Dorfstraße

Das Dorf wurde auf einer vor Hochwasser geschützten Bodenerhebung am Putziger Wiek errichtet. Wie Steinkistengräber mit pommerellischen Gesichtsurnen belegen, waren die Bodenerhebungen in der Region, die sogenannten ‚Kämpen‘, bereits in vorgeschichtlicher Zeit besiedelt.
Im Jahr 1340 wurde der Ort unter dem Namen Swarsow erwähnt. Hier in der Nähe wurden Grabstätten aus heidnischer Zeit gefunden. Das Dorf wurde am 16. Oktober 1340 von dem Danziger Ordenskomtur Winrich von Kniprode dem Schultheißen Conrad verliehen, mit 40 Hufen nach culmischem Recht und der Erlaubnis, für den Eigenbedarf im Haff mit leichtem Gerät zu fischen. Das Privileg ging später bei einem Brand verloren; deshalb stellte 1552 König Sigismund II. August von Polen ein weitgehend gleichlautendes aus.
Durch die Erste Teilung Polen-Litauens 1772 wurde das westliche Preußen mit dem Gebiet um Neustadt und Putzig  unter Friedrich II. von Preußen mit dem östlichen Teil des Königreichs Preußen in dem Maße wiedervereinigt, wie diese Teile zur Zeit des Deutschordensstaats miteinander verbunden gewesen waren.  Schwarzau gehörte danach zum Königreich Preußen. Im Jahr 1789 wird Schwarsau als ein königliches  Dorf mit einer katholischen Kirche, einem Lehnmannsgut und 23 Feuerstellen (Haushaltungen) bezeichnet. 1845 gehörte Schwarzau zum Land- und Stadtgericht  Putzig.
Im Jahr 1919 war Schwarzau dem Kreis Putzig im Regierungsbezirk Danzig der Provinz Westpreußen des Deutschen Reichs zugeordnet.
Nach Ende des Ersten Weltkriegs musste der größte Teil des Kreises Putzig, und damit auch das Dorf Schwarzau, aufgrund der Bestimmungen des Versailler Vertrags zum Zweck der Einrichtung des Polnischen Korridors an Polen abgetreten werden, mit Wirkung vom 20. Januar 1920 und ohne Volksabstimmung. Durch den Überfall auf Polen 1939 kam das völkerrechtswidrig annektierte Gebiet des Polnischen Korridors zum Deutschen Reich, und Schwarzau wurde dem Kreis Neustadt im Reichsgau Danzig-Westpreußen angegliedert, zu dem Schwarzau bis 1945 gehörte.
Gegen Ende des Zweiten Weltkriegs befreite im Frühjahr 1945 die Rote Armee die Region. Soweit die deutschen Dorfbewohner nicht geflohen waren, wurden sie in der darauf folgenden Zeit vertrieben und durch Polen ersetzt.

## Bevölkerungsentwicklung
| Jahr | Einwohner | Anmerkungen |
| ---- | --------- | ----------- |
| 1864 | 448       | [ 9 ]       |
| 1871 | 469       | [ 10 ]      |
| 1905 | 573       | [ 11 ]      |
| 1910 | 540       | [ 12 ]      |
| 2008 | 988       | [ 13 ]      |

## Kirche
Das Kirchengebäude  von Schwarzau gehörte der katholischen Kirche. Seine Architektur diente als Vorbild für den Kirchenbau in  Kußfeld (Kuźnica).